# Amarna-Zeit

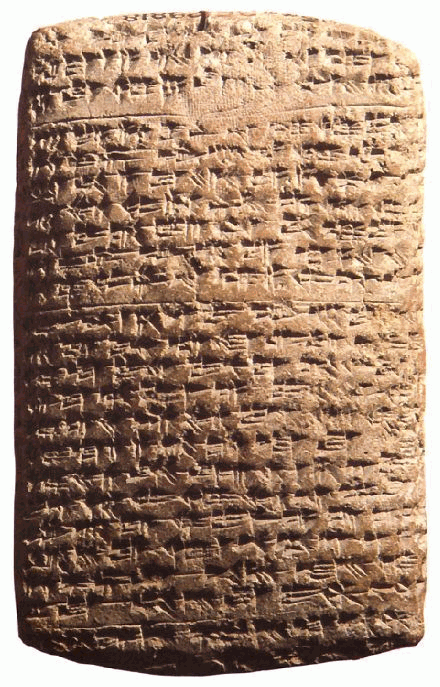
Tontafel EA 161 aus dem Amarna-Archiv, das der Epoche den Namen gab

Der Begriff Amarna-Zeit dient in der Geschichte des Alten Ägyptens und des Alten Orients als Bezeichnung einer Periode der dortigen Spätbronzezeit, die das 14. und 13. Jahrhundert v. Chr. umfasst. In Ägypten umfasst es die Regierungszeiten der Könige (Pharaonen) Echnaton und Semenchkare. Echnaton hatte in seinem 6. Regierungsjahr bei dem heutigen Tell el-Amarna (Amarna) in Mittelägypten eine neue Hauptstadt (Achet-Aton) gegründet und verehrte mit Aton einen Sonnengott als einzigen Gott und verfolgte das Andenken (in Bildern und Inschriften) anderer Gottheiten, vor allem das des alten Reichsgotts Amun. Echnaton brach damit radikal mit vielen alten Traditionen Ägyptens. Auch in der Kunst sind viele Neuerungen zu beobachten. Der Tod des Herrschers und die nachfolgende Zeit sind in vielen Aspekten noch ungeklärt, doch scheint es bürgerkriegsähnliche Zustände gegeben zu haben. Erst unter Haremhab stabilisierte sich die Lage wieder.
Namensgebend für diesen Zeitabschnitt ist der schon genannte ägyptische Fundort Tell el-Amarna. Dort fanden Fellachen seit den frühen 1890er Jahren ein Archiv von rund 400 Tontafeln, die Teile der politischen Korrespondenz der Könige Amenophis III., Echnaton und Tutanchamun zwischen etwa 1358 und 1330 v. Chr. dokumentieren. Da das politische System, das diese Korrespondenz widerspiegelt, sich vom 15. bis zum Ende des 13. Jahrhunderts v. Chr. erstreckte, wird der Begriff „Amarna-Zeit“ heute anachronistisch auf diese gesamte Epoche angewandt.
Das diplomatische System, auch „Club der Großmächte“ oder „Club der Großkönige“ genannt, reichte in seiner Ost-West-Ausdehnung vom westlichen Iran bis in die Ägäis und in seiner Nord-Süd-Ausdehnung von Anatolien bis nach Nubien. Getragen wurde dieses System vom kassitischen Babylonien, dem hethitischen Großreich und Ägypten, die über die gesamte Epoche Bestand hatten. Im nördlichen Mesopotamien bestand zunächst das Mitanni-Reich, das ab der Mitte des 14. Jahrhunderts vom aufstrebenden mittelassyrischen Reich abgelöst wurde. Das östliche Randgebiet bildete das Königreich von Elam, den westlichen Rand markierte Keftiu (Kreta) und Tanaja (Peloponnes oder das gesamte mykenisch beherrschte griechische Festland) in Griechenland. Neben diesen Großstaaten existierten vor allem in Syrien und Palästina eine große Zahl von Stadtstaaten, die in wechselnden Abhängigkeitsverhältnissen zu den Großmächten standen.
|  |  |

## Kunst
In der Amarna-Zeit herrschte in weiten Teilen Ägyptens die sogenannte Amarna-Kunst. Dabei wurden die Menschen in weicheren Zügen, mit runden Bäuchen und mit überlangen Hälsen und Gesichtern gemalt.
Zu den bedeutendsten Werken dieser Zeit zählt zum Beispiel auch das Relief der Nofretete und des Echnaton.